# Koncert v F (Gershwin)
George Gershwin: Koncert v F-duru (klavirski koncert)

## Stavki
1. Allegro
2. Adagio - Andante con moto
3. Allegro agitato

## Okoliščine nastanka
Koncert v F je bliže klasični obliki solističnega koncerta kot znamenita Rapsodija v modrem. Dan po bučnem uspehu Rapsodije v modrem v Aeolian Hallu v New Yorku (12. februarja 1924) je dirigent Walter Damrosch pri Gershwinu naročil novo skladbo za newyorški simfonični orkester. Gershwin je zaslovel z delom za broadwayski muzikal, v klasični kompoziciji pa je bil samouk. Šele mnogo kasneje se je učil pri Henryju Cowellu, Wallinfordu Riegerju in Arnoldu Schoenbergu, nasvete pa je iskal tudi v Franciji pri Nadii Boulanger in Mauriceu Ravelu. Da bi izpolnil Damroschevo naročilo, se je oborožil z učbeniki za oblikoslovje, glasbeno teorijo in orkestracijo. Ker pa je moral prej izpolniti pogodbena naročila za tri muzikale, je koncert skiciral šele maja 1925. Julija je nastal zapis za dva klavirja z delovnim naslovom »Newyorški koncert«. Končna verzija za klavir in simfonični orkester je bila nared 10. novembra 1925. To je bilo prvo delo, ki ga je Gershwin sam orkestriral (Rapsodijo v modrem je priredil za orkester Ferde Grofé), zato je v začetku novembra najel 60-članski orkester in si pustil odigrati spremljavo, preden je dokončal orkestrske glasove. Premiera Koncerta je bila 3. decembra 1925 v newyorškem Carneggie Hallu. Solist je bil avtor sam, orkestru newyorških simfonikov pa je dirigiral Walter Damrosch. Dvorana je bila razprodana, občinstvo pa je delo zelo dobro sprejelo. Koncert je kritike nekoliko zmedel, saj niso vedeli, ali naj ga uvrstijo med jazzovska ali klasična dela. Med Gershwinovimi sodobniki je zbudil različne odmeve: Igor Stravinski je menil, da gre za delo genija, Sergeju Prokofjevu pa sploh ni bil všeč. Vsekakor je bil naročnik zadovoljen. Ko se je Newyorški simfonični orkester tri leta kasneje združil z Newyorško filharmonično družbo v znamenito Newyorško filharmonijo, je dobil eno prvih naročil Gershwin - tako je nastal Amerikanec v Parizu. 

## Kompozicija
Prvi stavek koncerta je klasična sonatna oblika z glavno temo, sestavljeno iz treh melodij. Gershwin se v njem ves čas poigrava z ritmom čarlstona, glasbena govorica pa je izrazito jazzovska. Vse tri glavne melodije se pojavijo v stavku trikrat, tretjič v patetičnem Grandiosu. Drugi stavek je blues z umirjenim uvodnim delom, ta pa preide v razgiban solistični stavek. Napetost se potem stopnjuje skoraj do konca stavka. Ko pričakujemo zmagoslaven klimaks, orkester potihne in stavek izzveni s spokojno melodijo, s katero se je začel. Zadnji stavek je utripajoč, odločen finale, v katerem se prepletajo teme iz prvega stavka, blues iz drugega in nove glasbene ideje. Pred finalom se ponovi Grandioso iz prvega stavka. Koncert se konča z učinkovito stretto, v kateri igra orkester melodični vzorec oktave in kvinte, klavir pa virtuozne oktavne pasaže v razloženem dominantnem septakordu. Koncert v F-duru je prva uspešna združitev klasične forme, jazza in broadwayskega zvoka v glasbeni zgodovini.